# Стшешковиці-Дужі
Стшешковиці-Дужі (пол. Strzeszkowice Duże) — село в Польщі, у гміні Неджвиця-Дужа Люблінського повіту Люблінського воєводства.
Населення — 934 особи (2011).

## Демографія
Демографічна структура станом на 31 березня 2011 року:
|          | Загалом | Допрацездатний вік | Працездатний вік | Постпрацездатний вік |
| -------- | ------- | ------------------ | ---------------- | -------------------- |
| Чоловіки | 442     | 91                 | 301              | 50                   |
| Жінки    | 492     | 104                | 279              | 109                  |
| Разом    | 934     | 195                | 580              | 159                  |